# Sukhoi Su-57
El Sukhoi Su-57 o Su-57 (en ruso: Сухой Су-57; designación OTAN: Felon) es un avión de caza monoplaza con dos motores a reacción, de capacidad furtiva, multipropósito y de quinta generación, desarrollado desde el 2002 para misiones de superioridad aérea y ataque por Sukhoi, parte de la Corporación de Aeronaves Unidas. 
Es el resultado final del programa de la Fuerza Aérea de Rusia en el 2001 para el diseño de un nuevo avión, conocido como PAK FA. Un año después la oficina de diseño Sukhoi presentó un prototipo al programa con el nombre de T-50. En 2017 se aceptó el proyecto y pasó a adoptar un nombre oficial, denominándose Su-57.
Es el primer avión de fabricación rusa en utilizar tecnología furtiva para disminuir la huella de radar y fabricado en grandes cantidades. Anteriormente, hubo varios prototipos experimentales de la Unión Soviética como el Su-47, y se anunció como una evolución tecnológica del MiG-29 y del Su-27. El primer prototipo despegó el 29 de enero de 2010 en Komsomolsk del Amur. Desde 2018 han sido probados varios prototipos en condiciones de combate durante la guerra civil siria y en 2019 se comenzó su producción en cadena.
En agosto de 2024, se inauguraron nuevas instalaciones para el sistema de combustible y un hangar de pruebas de aviónica, respondiendo a retrasos que habían limitado las entregas a sólo un tercio de los 76 aviones contractuales antes de 2027.

## Desarrollo

### Origen

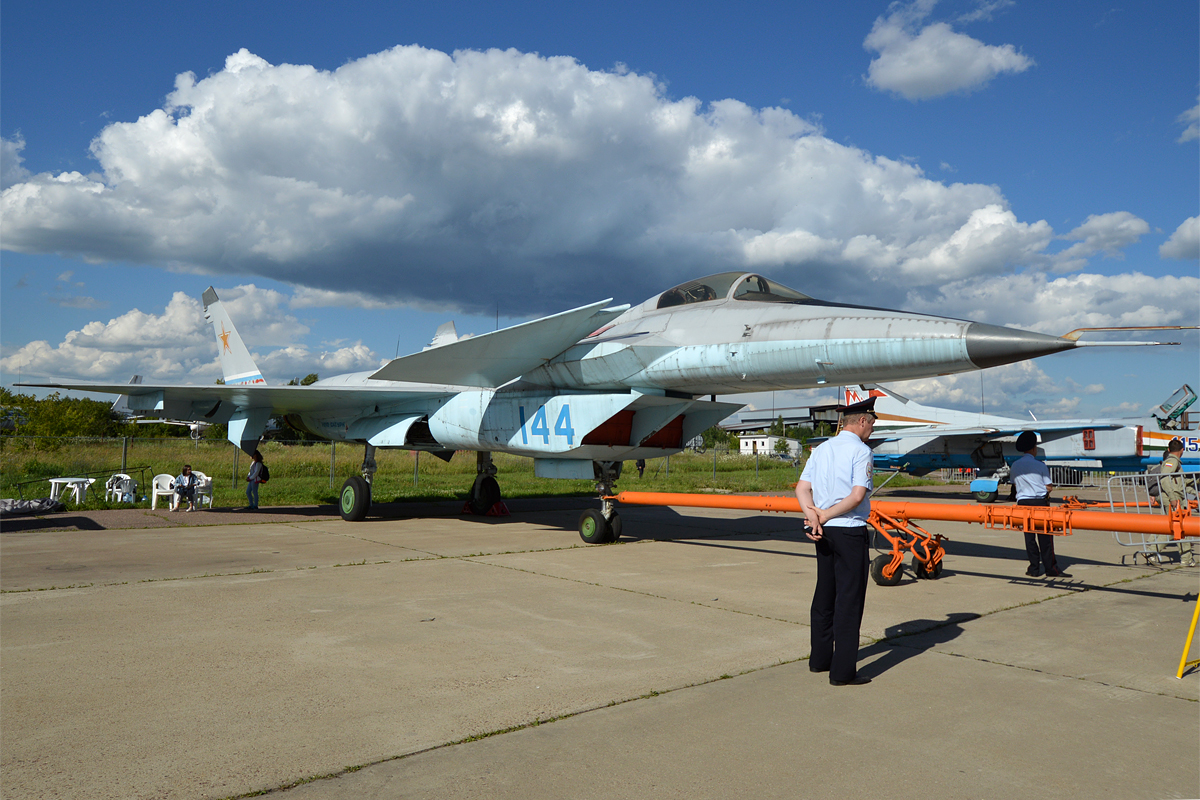
El avión experimental MiG 1.44 en el aeropuerto de Zhukovski en 2017.

En 1979, la URSS necesitaba un avión de siguiente generación tecnológica para entrar en servicio en la década de los noventa. El proyecto se nombró I-90 (en ruso: Истребитель, rom. Istrebitel, «caza ó avión de combate»). La fuerza aérea rusa exigía un nuevo avión de combate para ataque terrestre que pudiera sustituir a los MiG-29 y Su-27 en servicio. El programa diseñado para cumplir estas capacidades fue llamado MFI (en ruso: МФИ, abreviatura de Многофункциональный фронтовой истребитель, rom. Mnogofunksionalni Frontovoy Istrebitel, «caza multifuncional de primera línea»). El ganador del concurso para construir el avión experimental fue el fabricante Mikoyán con el concepto del MiG 1.44, destacaba por su configuración de ala en delta y grandes alerones delanteros, que recordaba a la versión adoptada por el Eurofighter Typhoon.
Aunque no era un participante en el programa MFI, Sukhoi -competidor de Mikoyán- comenzó a desarrollar en 1983 su propio prototipo para la investigación de un nuevo caza. Este diseño, con alas en flecha invertida, se denominó  S-37 y posteriormente Su-47. 

Debido a la falta de financiación con el colapso de la URSS, el prototipo MiG 1.44 fue sucesivamente aplazado y el primer vuelo de prueba no se consiguió hasta el año 2000, nueve años más tarde de lo inicialmente propuesto. Debido a estas circunstancias y a un cambio de decisión por la fuerza aérea, el prototipo se canceló y se inició un nuevo programa, el PAK FA (en ruso: ПАК ФА, abreviatura de Перспективный авиационный комплекс фронтовой авиации, rom. Perspektivni Aviatsionni Kompleks Frontovói Aviatsi, literalmente «futuro sistema de aviación de primera línea»).

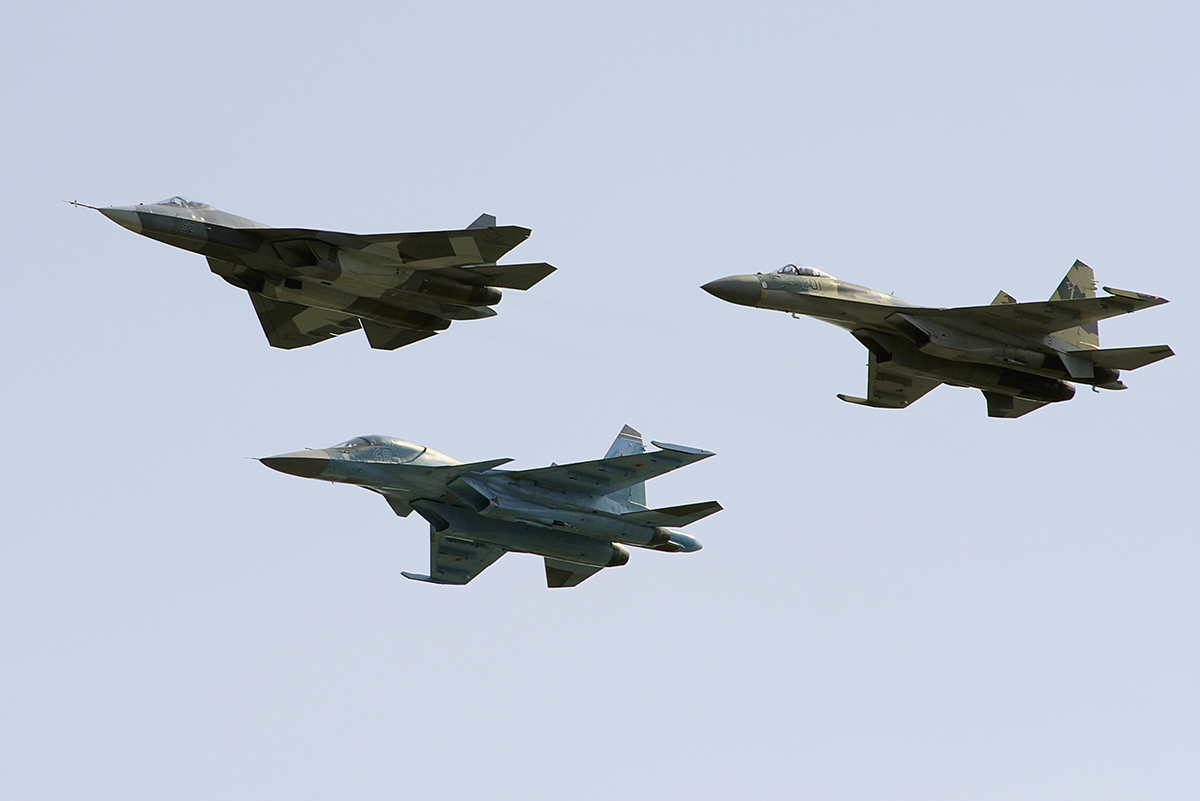
Vuelo en formación de un Su-34, Su-35S y el Su-57 durante el MAKS de 2015.

Este nuevo programa cambió los requisitos y se adaptó a las capacidades de los últimos desarrollos de aviones occidentales como el Eurofighter Typhoon, F-22 o el Y-23. 
En 2002, Sukhoi gana el concurso por delante de Mikoyán y es seleccionado para el diseño del nuevo avión. Mikoyán continua desarrollando su diseño para un caza más pequeño y menos complejo, con el nombre LMFS (en ruso: ЛМФС, Легкий многофункциональный фронтальный самолёт, rom. Liogkiy Mnogofunktsionalniy Frontovoi Samolyet, «caza ligero multifuncional de primera línea»). 
Para reducir el tiempo de desarrollo, los riesgos tecnológicos y el coste económico del programa PAK FA, además de aprovechar algunas tecnologías y características de la generación de cazas rusos anteriores, se diseño inicialmente con el sistema propulsivo y la aviónica utilizadas en el caza Su-35S, una variante modernizada del Su-27. Para la construcción del caza se escogen la fábrica de aviación de Novosibirsk (NAPO) junto a la fábrica de Komsomolsk del Amur (KnAAPO) en el lejano oriente ruso, para el montaje final.
Para la nueva aviónica, en 2003, son seleccionados el centro de producción científico Tejnokompleks, la oficina de diseño de instrumentos de Ramenskoye, el instituto de investigación científica y diseño de instrumentos Tijomirov (NIIP) y la fábrica mecánica y óptica Ural (UOMZ) en Ekaterimburgo, la firma Polet en Nizhni Nóvgorod y el instituto central de investigación y radio-ingeniería de Moscú. Para los motores, NPO Saturn como principal empresa, Saturn y MMPP  Salyut como fabricantes de apoyo.
El 8 de agosto de 2007 las agencias de noticias rusas citaron al comandante en jefe de la Fuerza Aérea, Alexander Zelin, comunicando que la etapa de diseño fue completada y la construcción del primer avión experimental debería comenzar pronto, y esperaba para el 2009 tener tres aviones ya construidos. En ese mismo año, el diseño del avión fue aprobado oficialmente.

### Adquisición

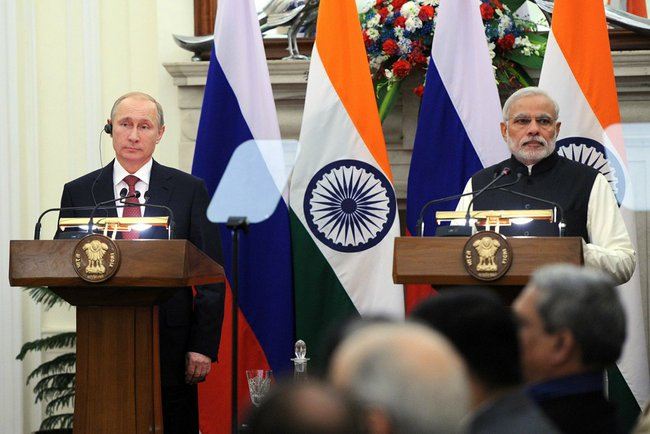
El presidente de India, Narendra Modi y el presidente de Rusia, Vladímir Putin en una reunión bilateral entre ambas naciones en Nueva Delhi, 2014.

En 2007, Rusia e India, con tradicionales relaciones bilaterales en materia de defensa, acordaron desarrollar con base en el programa ruso PAKFA, un compromiso conjunto para colaborar en la puesta en marcha del avión de combate de quinta generación para ambas naciones. En septiembre de 2010, se informó que habían llegado a un acuerdo para un diseño preliminar donde cada país debía invertir seis mil millones de dólares para su desarrollo. Se esperaba que el desarrollo durase entre ocho y diez años y el contrato posiblemente se firmaría en diciembre de 2010. India planeó adquirir 166 aviones de combate monoplazas y 48 biplazas, pero luego cambió sus planes a 214 aviones sólo monoplaza, y volvió a disminuir su opción de compra a 144 para el año 2012. A principios de 2018, India se retiró del proyecto, según se anunció declaró que no cumplía con sus requisitos de sigilo, aviónica, radares y sensores en ese momento. Esta noticia llevó a algunos observadores a cuestionar el futuro de todo el proyecto del Su-57 por falta de financiación.
Se esperaba que la Fuerza Aérea de Rusia hiciera un pedido de más de 150 aviones y con la primera entrega para 2016. En 2011, el Ministerio de Defensa de Rusia planeó comprar los primeros diez aviones para su evaluación después de 2012 y posteriormente sesenta aviones estándar de producción en serie después de 2016. En diciembre de 2014, la Fuerza Aérea rusa planeaba recibir 55 para 2020. El viceministro de Defensa ruso, Yury Borisov, declaró en 2015 que la Fuerza Aérea reduciría el pedido, para pedir inicialmente tan solo doce aviones y seguiría utilizando aviones de combate de cuarta generación actualizados debido al coste económico.
El comandante en jefe de la Fuerza Aérea rusa, Viktor Bondarev, declaró que el caza planeaba entrar en producción en serie en 2017, después de que se completaran todas las pruebas. En 2017, el viceministro Yury Borisov declaró que el Su-57 probablemente entraría en servicio en 2018, debido a la introducción de motores más avanzados y a más pruebas. También declaró que sería parte del nuevo programa presupuestario de armamento 2018-2027. 

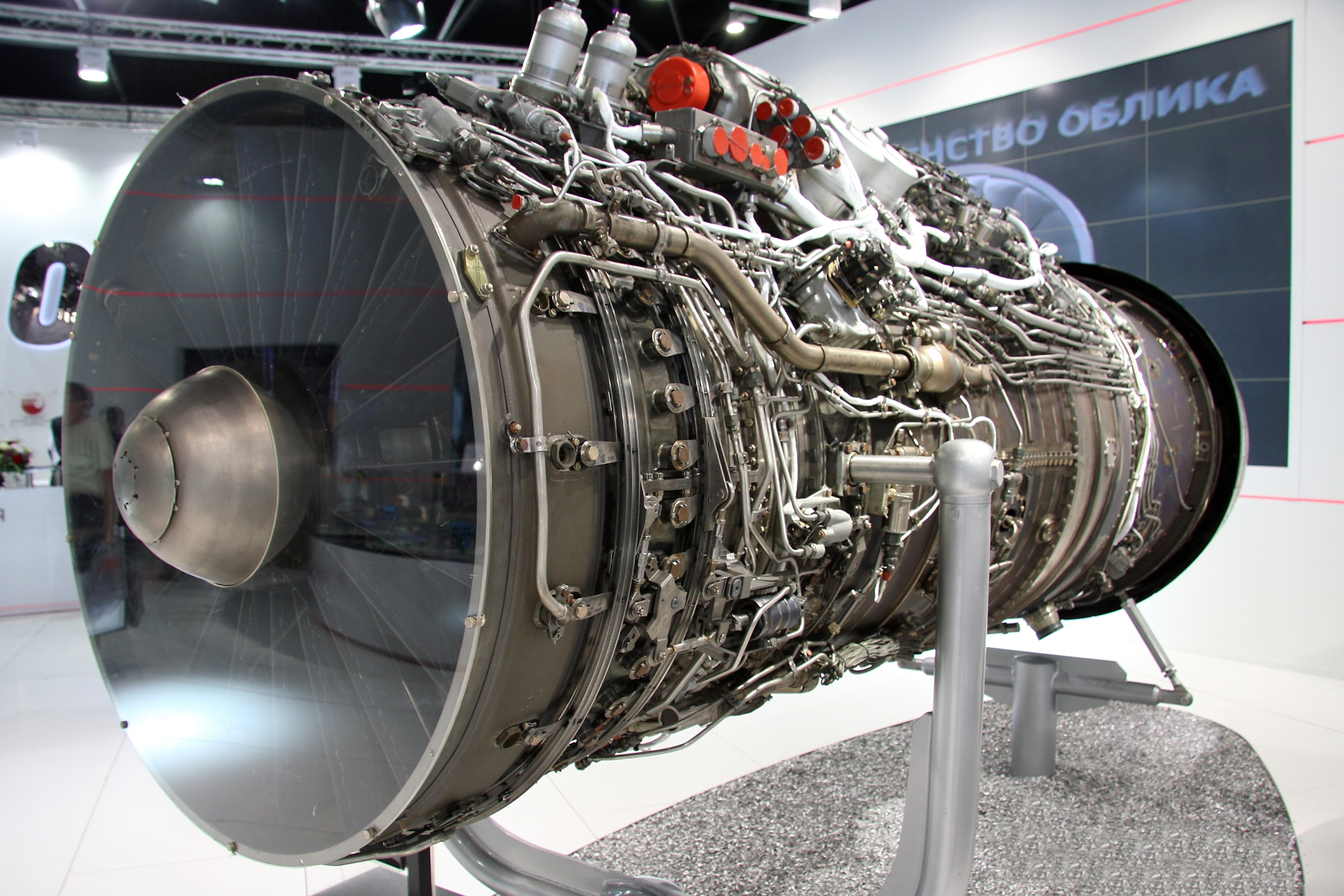
El motor de Saturn AL-41F instalado en el Su-35. Una versión modificada es la planta de energía inicial del Su-57 hasta el desarrollo final del nuevo motor llamado Producto 30 (Изделие 30).

El 30 de junio de 2018, se informó que se acordó un pedido de 12 aviones, con entregas a la fuerza armada rusa a partir de 2019. El primer avión se unirá a los regimientos de combate en la base aérea de Lípetsk. Al mismo tiempo, el vice primer ministro de defensa e industria espacial, Yury Borisov, declaró que «hoy, el Su-35 es uno de los mejores aviones de combate del mundo, por lo que no hay razón para acelerar el trabajo en la producción en serie del avión». La declaración de Borisov causó confusión entre los observadores. Algunos interpretaron al caza de quinta generación como la variante para exportación del Su-57, mientras que otros interpretaron que se refería directamente al propio Su-57. Esto también condujo a predicciones y preocupaciones sobre el futuro del proyecto: algunos lo interpretaron como una reiteración de que el programa Su-57 continuaría como estaba planeado previamente, otros lo interpretaron como el programa Su-57 no se produciría en masa, y algunos creen que era un anuncio implícito de la cancelación del proyecto. La desaceleración de las adquisiciones podría deberse al lento crecimiento de la economía rusa, el ejército ruso podría estar esperando que el nuevo motor más potente y que sustituiría al motor inicial y esté listo para la producción en serie. 
El 22 de agosto de 2018, durante el Foro militar-técnico internacional «ARMY-2018», el Ministerio de Defensa ruso y el Sukhoi firmaron el primer contrato para la entrega de dos cazas Su-57 en serie. Las entregas de los dos primeros aviones están programadas para 2019 y 2020, respectivamente.
El Ministerio de Defensa ruso planeó firmar un segundo contrato para añadir trece aviones más en 2020. Sin embargo, el 15 de mayo de 2019, el presidente ruso, Vladímir Putin, anunció que se comprarían 76 aviones y se entregarán en su totalidad a la Fuerza Aérea para 2028. Esto se produjo después de que el precio inicial del Su-57 y el equipo se redujera en una quinta parte. El contrato se firmó formalmente el 27 de junio de 2019 en el Foro Militar-Técnico Internacional «ARMY-2019». Sukhoi ha comenzado la producción en serie de la aeronave a fines de julio de 2019.

### Pruebas iniciales

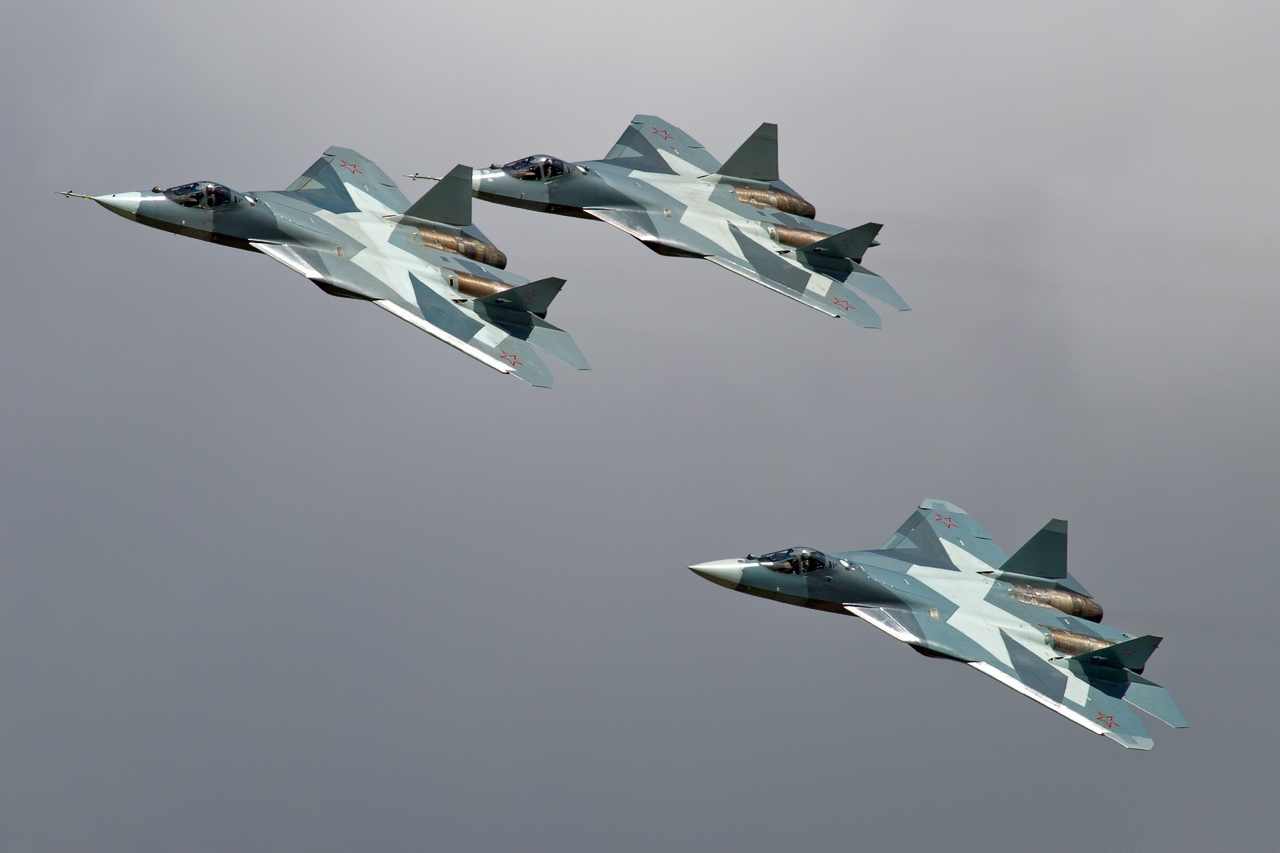
Vuelo en formación de tres prototipos T-50 en 2013.

El vuelo inaugural del prototipo experimental designado como T-50 fue pospuesto repetidamente desde principios de 2007 después de encontrar problemas técnicos no especificados. En agosto de 2009, Alexander Zelin reconoció que había retrasos al seguir sin resolverse algunos problemas con el motor y otros desarrollos técnicos. El 28 de febrero de 2009, el director general de la empresa Sukhoi, Mijaíl Pogosyan anunció que la estructura de aeronave estaba casi terminada y que el prototipo debería estar listo en unos meses, posiblemente para agosto. El 20 de agosto, Pogosyan dijo que el primer vuelo sería para finales de año. Konstantin Makiyenko, jefe adjunto de la sede en Moscú del Centro de análisis de estrategias y tecnologías dijo que «incluso con retrasos», el avión probablemente haría su primer vuelo entre enero o febrero, y agregó que la producción en masa tardaría al menos entre cinco y diez años.   
Las pruebas de vuelo se retrasaron aún más cuando el vice primer ministro Sergei Ivanov anunció en diciembre que las primeras pruebas comenzarían en 2010. Las primeras pruebas en las calles de rodaje del avión comenzaron el 24 de diciembre de 2009. Las pruebas de vuelo comenzaron con el T-50-1, el primer avión prototipo, el 29 de enero de 2010. Pilotado por el experimentado Serguéi Bogdan, el primer vuelo terminó con éxito y duró 47 minutos, en el aeropuerto de Komsomolsk del Amur de la fábrica KnAAPO.

Estos aviones, junto con los sistemas de aviación de cuarta generación mejorados, determinarán el potencial de la Fuerza Aérea Rusa en las próximas décadas. Estoy seguro de que nuestro proyecto conjunto superará a sus homólogos occidentales en términos de rentabilidad.
Mijaíl Pogosyan. Director General de Sujói
29 de enero de 2010

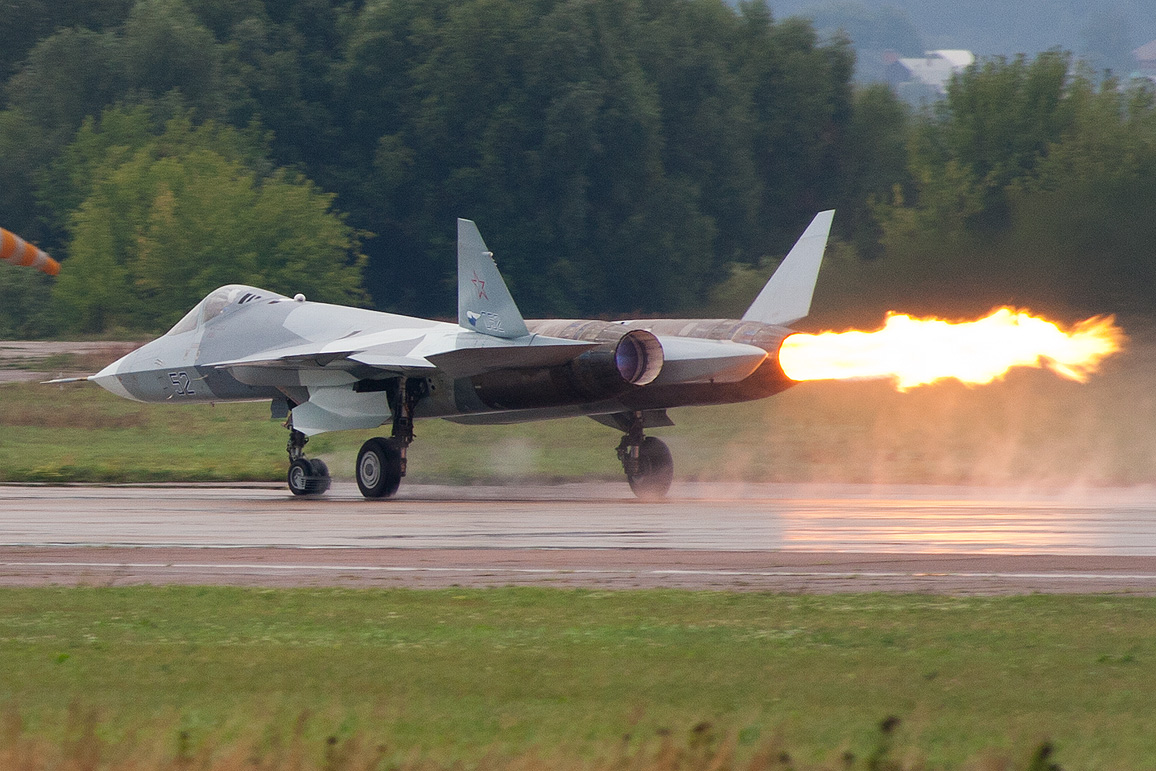
Entrada en pérdida de un compresor del motor en un prototipo T-50 en 2011.

El segundo avión debía comenzar inicialmente las pruebas de vuelo a finales de 2010; esto se retrasó hasta principios de 2011. El 3 de marzo de 2011, el segundo prototipo, T-50-2, completó un vuelo de prueba de 44 minutos. Los primeros dos prototipos carecían de sistemas radar y sin los sistemas de armas, ya que los nuevos sistemas de control todavía no estaban listos aunque el segundo estaba pintado de camuflaje de combate color pardo y gris, con diseños geométricos en la parte superior e inferior del fuselaje y las alas para ayudar a reducir o dificultar su posición y tamaño. El 14 de marzo, el caza logró hacer un vuelo de velocidad supersónica en un campo de pruebas cerca de Komsomolsk del Amur. El T-50 se exhibió al público por primera vez en el Salón Aeronáutico MAKS de 2011. Según los informes, el 3 de noviembre, el caza realizó su vuelo número 100. En los siguientes nueve meses se superaron más de veinte vuelos de prueba. 
El 22 de noviembre, el tercer prototipo: el T-50-3, realizó su primer vuelo desde el aeródromo de Komsomolsk del Amur, pilotado también por Serguéi Bogdan. El vuelo de más de una hora fue un éxito, en plena conformidad con el plan de vuelo, las pruebas de maniobras y estabilidad de la aeronave, se llevaron a cabo durante el vuelo, así como la evaluación de las prestaciones del motor. 
A diferencia de los dos prototipos anteriores, carece de toma de aire en forma de tubo de Pitot y es el primer prototipo en volar con un radar AESA. En este momento, se esperaba que para el 2015 hubiera unos quince aviones de prueba. Los vuelos para probar el radar, originalmente programados para finales de 2011, se retrasaron a agosto de 2012 y mostraron un rendimiento del radar comparable a otras opciones actuales. 
El cuarto prototipo tuvo su primer vuelo el 12 de diciembre de 2012 y se unió a los otros tres aviones para continuar sus pruebas cerca de Moscú, un mes después. Diez meses después, el quinto prototipo realizó su primer vuelo el 27 de octubre de 2013. Con este vuelo, el programa ha acumulado más de 450 vuelos experimentales. El primer avión para pruebas estatales se entregó el 21 de febrero de 2014.
En junio de 2014 el quinto prototipo, el número de cola T-50-5 serie 055, fue dañado severamente por el incendio de un motor después de aterrizar. El avión recuperó su condición de vuelo después de «canibalizar», de obtener, los componentes necesarios del sexto prototipo que se encontraba inacabado.
El sexto prototipo (T-50-6) voló por primera vez el 27 de abril de 2016.
El 5 de diciembre de 2017 el segundo prototipo (T-50-2) despegó por primera vez con un motor izdeliye 30 de nueva generación para las primeras pruebas con dicha planta de potencia. 

#### Listado de prototipos
| Designación                      | Número en fuselaje | Notas |
| -------------------------------- | ------------------ | --- |
| T-50-0                           | —                  | Prototipo para pruebas estáticas en tierra |
| T-50-KNS                         | —                  | Prototipo para las pruebas de montaje |
| T-50-1                           | 051                | Primer prototipo operativo; primer vuelo el 29 de enero de 2010. |
| T-50-2                           | 052                | Segundo prototipo operativo; primer vuelo el 3 de marzo de 2011, primer vuelo supersónico el 24 de marzo. Primer prototipo operativo con un motor izdeliye 30, primer vuelo el 5 de diciembre de 2017. |
| T-50-3                           | 053                | Tercer prototipo operativo; primer vuelo el 22 de noviembre de 2011. En 2012, es el primer prototipo equipado con un radar AESA, haciendo su primer vuelo el 8 de agosto de 2012. |
| T-50-4                           | 054                | Cuarto prototipo operativo, y el primero equipado con la aviónica al completo por primera vez; primer vuelo el 12 de diciembre de 2012. |
| T-50-5 / T-50-5R                 | 055                | Quinto prototipo operativo, primer vuelo el 27 de octubre de 2013. Dañado gravemente por fuego en junio de 2014, reparado y renombrado a T-50-5R, primer vuelo después de repararse el 16 de octubre de 2015. |
| T-50-6                           | —                  | Prototipo sin finalizar al canibalizar o retirar partes de este para reparar el T-50-5. |
| T-50-6-1                         | —                  | 1=Los prototipos de segunda serie T-50 se caracterizan por ser compatibles con el motor Izdeliye 30, un fuselaje más resistente, mayor superficie alar, un incremento de material compuesto en su construcción para pruebas estáticas en tierra. |
| T-50-6-2(también llamado T-50-6) | 056                | Sexto prototipo operativo (primero operativo de la segunda serie); primer vuelo el 27 de abril de 2016. El revestimiento del fuselaje es parcialmente sustituido por materiales compuestos. La parte posterior del fuselaje (donde se localiza el sistema EW) es aumentada, también se modificaron la forma inferior del fuselaje en la sección de cola, los registros y las salidas de aire. |
| T-50-8                           | 058                | Séptimo prototipo operativo (segundo de la segunda serie); primer vuelo el 17 de noviembre de 2016. |
| T-50-9                           | 509                | Octavo prototipo operativo (tercero de la segunda serie); primer vuelo el 24 de abril de 2017. |
| T-50-10                          | 510                | Décimo prototipo operativo, primer vuelo el 23 de diciembre de 2017. Supuestamente sería el último prototipo T-50. |
| T-50-11                          | 511                | Noveno prototipo operativo, primer vuelo el 6 de agosto de 2017, primer vuelo el 6 de agosto de 2017. Versión para la prueba de la estructura del avión antes de la producción en cadena. |

## Diseño

### Introducción
El oficialmente Su-57 es un avión de combate o caza, de gran tamaño para su categoría, con un alcance de más de 1500 km (930 millas) —más del doble que el Su-27— con tecnologías y material compuesto para tener un mejor diseño furtivo a los radares a cierta distancia, con perfil facetado y doble deriva (timón vertical de dirección) y con dos motores con tobera de empuje vectorial, entre otras muchas características. 
Comparte características con otros aviones de generaciones anteriores de origen soviético como un potente tren de aterrizaje que le permite utilizar aeropuertos más hostiles y sencillos que sus rivales occidentales lo que en determinadas situaciones podría darle una ventaja.
Tiene un fuselaje que incorpora estabilizadores horizontales y verticales que se mueven; los estabilizadores verticales apuntan hacia adentro para servir como freno aerodinámico o aerofreno. El avión dispone de extensiones de borde de ataque para mejorar el comportamiento o la sustentación al tener un alto ángulo de ataque en vuelo, incluso recuperar el avión si entra en pérdida si no alcanza con el empuje de la planta de potencia. Estos bordes de ataque, en las toberas de admisión de los motores, justo detrás de la cabina de mando, simulan ser dos alerones delanteros tipo canard. 
Comparado con el anterior diseño del caza pesado Su-35, los motores están posicionados más arriba y cerca del fuselaje central, e instalados bajo las alas o planos. También se encuentran más separados, dejando más espacio a las armas bajo el fuselaje central. Los dos timones verticales de profundidad, se proyectan hacia afuera -como los del proyecto experimental YF-23- para disminuir la resistencia aerodinámica y permitir así que junto al empuje vectorial, el avión tenga un gran control en los cambios de dirección y en maniobras evasivas en combate. Los estabilizadores horizontales traseros están posicionados más altos que las alas principales y llegan hasta los alerones del ala principal, en un diseño original y único.
De tal manera que el avanzado sistema de control de vuelo, las superficies aerodinámicas y las toberas que expulsan los gases del motor, orientables o vectoriales,  convierten al Su-57 en altamente maniobrable en los ejes del avión (en cabeceo o en guiñada), lo que permite que la aeronave realice ángulos muy altos de maniobras de ataque manteniendo la sustentación como en la Cobra de Pugachev o ante un resbale de cola (tailslide).. La aerodinámica y los motores de la aeronave le permiten alcanzar Mach 2 y también es capaz de volar en vuelo supersónico sin poner post quemador. El Su-57 tiene una velocidad de ascenso que varía de 330 m/s a 361 m/s.
La aeronave hace un uso amplio de nuevos materiales compuestos. En el primer prototipo, el material compuesto era una cuarta parte del peso estructural y el 70% del material del fuselaje exterior. El segundo prototipo aumentó el uso de nuevos materiales además de mayor rigidez en la estructura, mayor estabilizador vertical, mayor superficie alar y la posibilidad de instalar los nuevos motores vectoriales en construcción. 
Las armas están alojadas en dos compartimentos principales en tándem de gran tamaño y entre las góndolas o el espacio propio, de los motores cerca de los encastres alares y pueden almacenar entre cuatro y seis misiles aire-aire. 
Destaca en el abultado radomo del cono delantero, un nuevo radar AESA Fazotron Nº014 de gran potencia y largo alcance, además de sensores como el sistema de detección pasiva instalado denominado IRST, para la puntería y seguimiento automático de otros aviones enemigos por infrarrojos.

### Sigilo o capacidad furtiva
Los últimos aviones de los fabricantes soviéticos y posteriormente rusos, principalmente Mikoyán, Sukhoi y Túpolev, han utilizado materiales especiales para ayudar a absorber ondas de radar sobre el fuselaje y las alas, de tal manera que ayudan a disminuir hasta cierto punto la distancia a la que pueden ser observados por su señal radar. Su antecesor, el prototipo experimental Mikoyán 1.44, usaba material de baja firma radar convencional también. 
Sin embargo, la construcción y desarrollo del Su-57 es el primer avión de la Fuerza Aérea de Rusia en el que se ha insistido y mejorado en general la reducción de la huella radar para aumentar su capacidad de sigilo ante los radares enemigos. Al igual que el estadounidense F-22, el fuselaje con líneas geométricas rectas, se alinea en forma de plano para reducir su sección o tamaño transversal, los bordes de ataque y salida de los planos y los bordes dentados de los paneles están cuidadosamente angulados para reducir las reflexiones que provocan las ondas radar.  
Las armas se almacenan internamente para disminuir su huella radar, además de integrar al fuselaje los diferentes sensores. Por ejemplo, el sensor por infrarrojos de enemigos está en una carcasa y cuando no se utiliza, se gira hacia atrás y su parte posterior está tratada para ayudar a absorber las ondas de radar. La entrada de aire a los motores no se hace de forma directa, sino que tiene una ligera desviación como las admisiones de los F-18 para ayudar a ocultar la entrada de motor, pero no tan eficaz como otros desarrollos.
La cubierta o superficie exterior está hecha de material compuesto con capas de óxido de metal de varias decenas de nanómetros de espesor que permiten minimizar la reflexión de las ondas radar en un estimado del 30% y también proteger al piloto de radiación ultravioleta y térmica.  
Sin embargo, el diseño del Su-57 enfatiza sobre todo la reducción de ondas de manera frontal, la configuración en el fuselaje de popa, la unión de algunas partes del avión han originado críticas por algunos medios occidentales por tener una frima radar más grande en comparación por ejemplo con el avión F-22 o el F-35, a pesar de que no comparten el mismo objetivo táctico ni características.
En general, el efecto combinado de la forma del fuselaje y las diferentes tecnologías empleadas,se estima que, si se compara con la huella radar del anterior avión Su-27, ha reducido la marca del radar a un valor de treinta veces menor. Al igual que otros cazas furtivos, esto es especialmente efectivo para radares de alta frecuencia (SHF) de entre 3 y 30 GHz, que generalmente están montados en otros aviones. Su eficacia se ve reducida y puede ser más fácilmente observado ante los radares de baja frecuencia empleados por radares meteorológicos y de alerta temprana, aunque estos son de gran tamaño, no son muy precisos y tienden a tener errores.

### Características
Con el nuevo casco de batalla se detallará la información visual del enemigo directamente a los ojos del piloto, y el nuevo sistema de navegación integrada de manejo de información y cifrado de datos (data-link), además de su sistema de navegación por satélite GLONASS, contará con un nuevo software para vuelo por cable fly-by-wire de redundancia cuádruple; una nueva palanca de control tipo Joystick de manejo intuitivo, con más controles disponibles para el piloto; sistema de vuelo HOTAS; nuevo radar avanzado con alcance de 400 km para detectar 30 blancos enemigos, atacar 8 de ellos al mismo tiempo y ordenar el ataque, de los blancos detectados, marcados o iluminados, a otros aviones caza del ala de combate.
En cuanto al armamento, el Su-57 dispone de bahías internas para transportar misiles aire-aire como el R-77M y el R-74M2, así como misiles aire-tierra como el Kh-38M y el Kh-35U. También puede utilizar puntos duros externos para misiones menos furtivas y está equipado con un cañón automático de 30 mm. Sus capacidades defensivas incluyen un avanzado conjunto de guerra electrónica, que mejora su capacidad de supervivencia en entornos hostiles.
Nuevo sistema de avistamiento opto-electrónico tipo OEPS-27, de funcionamiento «silencioso» o pasivo (sin emisión electromagnética). Este comprende una cámara infrarroja giro-estabilizada Geofizika-NPO 36-Sh sobre el cono delantero, es un nuevo sistema de avistamiento para combate contra otros aviones caza (IRST), con un sistema de puntería integrado en el casco del piloto, en un pequeño domo con una cúpula transparente sobre el cono del Radar al costado derecho del parabrisas de la cabina de mando, es un sistema de búsqueda y seguimiento, del objetivo enemigo por infrarrojos IRST que va montado sobre el cono del Radar, funciona en dos bandas de radiación infrarroja y se utiliza junto con el Radar principal de la nave, en una misión de combate "Aire-aire" contra otros aviones caza en combate cerrado dogfight, funciona como un sistema de búsqueda y seguimiento por infrarrojos (IRST), proporcionando detección y seguimiento del objetivo pasivo. 
En una misión de combate aire-superficie, realiza identificación y localización de objetivos. También proporciona ayuda de navegación y de aterrizaje, está enlazado con el visor montado en el casco del piloto, con un sensor que gira en forma permanente, mide la distancia del avión enemigo, sin necesidad de alertar al avión enemigo con la señal del radar de la nave y le informa al piloto, la posición de la nave enemiga; tiene la toma de reabastecimiento aéreo de combustible al costado izquierdo de la cabina y los potentes motores con empuje vectorial del caza experimental Su-35.

### Motor
A pesar de que el Su-57 (siendo la versión de prueba un T-50) realizó su primer vuelo en 2010 y hay existentes múltiples unidades para los ensayos, todos ellos se caracterizan por un único compromiso que limita sus capacidades: su planta motriz. Actualmente todos los Su-57 en existencia están dotados con una versión modernizada del motor AL-41F2, basado en el motor usado en el caza Su-35 y ciertas innovaciones de la planta motriz del prototipo experimental MiG 1.44.
La oficina de diseño Lyulka realizó el primer ensayo terrestre del motor, bautizado como Ob'jekt 30, no es una simple modernización, sino un proyecto enteramente nuevo de propulsor de quinta generación. Sus características más relevantes son un nuevo ventilador, un compresor totalmente rediseñado y un innovador sistema de control. La gran cantidad de novedades hacen del Ob'jekt 30, posteriormente denominado Izdeliye 30, el cual es un producto único en el mundo, que supera a sus competidores de las aeronaves del Ejército de EE. UU. F-22 Raptor y F-35, señaló Expert.ru.
Las primeras versiones del Sukhoi Su-57 (del prototipo PAK FA) están equipadas con dos motores que tienen una relación empuje a peso de 30.000 kilopondios —kilogramos-fuerza—, mientras que los dos motores Pratt & Whitney F119 utilizados en los F-22 Raptor alcanzan cerca de 32.000 kilopondios. El Ob'jekt 30, posteriormente denominado Izdeliye 30, ha obtenido resultados de hasta 35.000 kilopondios durante las pruebas de sus prototipos. Se espera que la versión final del propulsor pueda alcanzar una relación empuje a peso de más de 36.000 kilogramos-fuerza, las que se les dotaran a partir del 2018.
El primer vuelo del Ob'jekt 30 se llevó a cabo a inicios del mes de marzo de 2017. El inicio del suministro de aeronaves equipadas con el nuevo motor está previsto para fines del año 2018, declaró Yuri Borísov, viceministro de Defensa de Rusia. Esta modernización obedece a que el Su-35 difiere de los F-22 y F-35 porque "no es un caza furtivo y mayormente depende de sus capacidades de combate aéreo cercano". La velocidad del avión militar ruso es de unos 2.500 km/h (Mach 2.25) y es capaz de llevar armamento de unos 8.000 kg.

### Tren de aterrizaje
Tendrá el mismo tren de aterrizaje del anterior modelo de Sukhoi, el Su-30, para ahorrar costos de producción; el tren delantero se retrae hacia adelante y se guarda en un foso adelantado bajo la cabina del piloto, para dejar espacio a las armas internas en el centro del fuselaje; el tren principal se retrae hacia adelante y rota, para descansar en un foso junto a las toberas de ingreso de aire de los motores, en un espacio que se forma por el nuevo diseño romboidal de su fuselaje.
Este tren de aterrizaje podrá ser fabricado bajo licencia y contrato de patente de producción, que Rusia entregará a otros países colaboradores en el proyecto, como Irán, India y China, para equipar a sus propios aviones de combate de quinta generación que compren en el futuro, con este tren de aterrizaje básico, que tendrá las mismas partes y piezas de suspensión, doble barra, doble triángulo, ejes y semiejes, de la familia de aviones caza de diseño de Sukhoi y también podrá ser instalado, en el nuevo caza de supremacía aérea Su-35 y el más pesado, bombardero naval de base en tierra Su-35 BM.

## Variantes
El Sukhoi Su-57 ha dado lugar a varias variantes y desarrollos derivados desde su concepción. A continuación, se detallan las principales versiones conocidas:

### Su-57
Esta es la versión de producción estándar destinada a la Fuerza Aeroespacial Rusa. Las pruebas de vuelo comenzaron con el prototipo T-50 en 2010, y la producción en serie se inició en 2019. Se planea equipar tres regimientos con un total de 76 aeronaves, habiéndose entregado la primera en diciembre de 2020.

### Su-57E
Versión de exportación del Su-57, conocida como "Caza polivalente perspectivo" (PMF). Las diferencias principales incluyen un sistema de identificación amigo-enemigo (IFF) distinto, software de instrumentos de vuelo ajustado para mostrar lecturas en unidades imperiales y cabina etiquetada en inglés. Además, puede integrarse con armamento no ruso según las solicitudes de los clientes.

### Su-57M
Variante mejorada bajo el programa denominado "Megapolis". Incorpora sistemas de misión avanzados, mejoras en la fiabilidad y mantenimiento, nuevos actuadores de control de vuelo y los motores Saturn AL-51F-1. Se planificó que las pruebas de vuelo comenzaran en 2022, con la producción en serie prevista para mediados de la década de 2020.

### FGFA (Fifth Generation Fighter Aircraft)
Proyecto conjunto entre Rusia e India para desarrollar una versión del Su-57 adaptada a los requerimientos de la Fuerza Aérea India. Se planificaron mejoras en furtividad, supercrucero, sensores, redes y aviónica de combate. Incluso se planeó desarrollar una versión biplaza. Sin embargo, India se retiró del programa en 2018 debido a preocupaciones sobre el desarrollo de estas capacidades. No obstante, en febrero de 2025, Rusia ofreció a India la coproducción del caza Su-57 en territorio indio, buscando revitalizar la cooperación en defensa entre ambos países. Esta propuesta incluye la transferencia completa de tecnología, permitiendo a India producir y mantener los aviones de manera autónoma. La Fuerza Aérea India ha mostrado interés en esta oferta, considerando la necesidad de fortalecer sus escuadrones de combate ante la expansión de las fuerzas aéreas de países vecinos.

### Versión Biplaza
En desarrollo, esta variante está diseñada para controlar drones de combate, como el S-70 "Okhotnik". Esto permitirá que el segundo tripulante gestione operaciones de drones en combate.
En noviembre de 2023, la United Aircraft Corporation (UAC) de Rusia patentó el diseño del Su-57 biplaza, el cual también podría cumplir roles de entrenamiento avanzado y ataque con un operador de armas. Sin embargo, hasta la fecha, no se ha construido un prototipo.

### Versión Naval
Rusia también está considerando construir en el futuro, una nueva versión naval embarcada de este proyecto, dentro del nuevo plan de modernización de las Fuerzas Armadas, anunciada por el presidente Dmitri Medvédev y por un requisito especial de India, su socio estratégico en este nuevo proyecto tecnológico y para poder reemplazar, a los caza navales Su-33, derivados del diseño original del caza Su-27 y poder enfrentar al nuevo proyecto multinacional F-35 Lightning II Joint-Strike-Fighter de la US NAVY, que también será transportado por los nuevos portaaviones de la OTAN y en el nuevo portaaviones clase USS Gerald R. Ford (CVN-78), que reemplazará a los portaaviones clase Nimitz, y hasta ahora, sera el único avión naval de quinta generación y de diseño Stealth que podrá operar desde la cubierta de un portaaviones. 
Podrá retraer la punta de las alas principales hacia arriba, como el diseño del MiG-35 en su versión naval Mikoyan MiG-29K, vendido a India para operar desde su nuevo portaaviones INS Vikramaditya, y para tener una mejor configuración, en la cubierta de los nuevos portaaviones clase Almirante Kuznetsov, que Rusia construirá en los astilleros navales de Severodvinsk y lograr así, más espacio en el hangar bajo la cubierta y mayor capacidad, para transportar aeronaves en los nuevos portaaviones de Rusia.
Tendrá un tren de aterrizaje más alto y reforzado, un gancho entre los motores para detenerse en la cubierta del portaaviones y capacidad para despegar en pistas cortas; especialmente diseñado para un nuevo tipo de combate, entre aviones caza navales embarcados en portaaviones de diseño stealth en el futuro.
Podrá volar junto a la nueva versión del caza naval embarcado Su-33 derivado del proyecto experimental de nuevas tecnologías Su-37 de triple ala en tándem, y junto al caza naval Mikoyan MiG-29K, repotenciado al mismo nivel del caza MiG-35 de generación 4++ o generación 4.5, formando un nuevo tipo de "Ala de combate" naval combinada, de aviones caza navales de quinta generación que dominarán el espacio aéreo en el nuevo siglo. Estará pintado de camuflaje color plomo y azul naval, a diferencia de la versión para exportación, de supremacía aérea basada en bases desde tierra, pintado de camuflaje color negro y bermellón completamente, por arriba y abajo de la nave.
Aunque se ha considerado su desarrollo, hasta la fecha no se ha concretado su producción.
Estas variantes reflejan los esfuerzos continuos para adaptar y mejorar el Su-57 según las necesidades operativas y los avances tecnológicos.

## Historial operativo del Su-57

### Entrada en servicio
El 25 de diciembre de 2020, el Ministerio de Defensa ruso anunció la incorporación del Su-57 al servicio activo tras la entrega de la primera unidad de producción al distrito militar Sur en Lípetsk. Esta primera serie se destinó a evaluaciones militares, desarrollo de tácticas y entrenamiento de tripulaciones. El 23º Regimiento de Aviación de Cazas de la Guardia, basado en Dzyomgi en el distrito militar Oriental, fue la primera unidad operativa equipada con el Su-57, con entregas iniciadas en 2023. La proximidad de esta unidad a la planta de fabricación de KnAAZ facilitó el soporte para las aeronaves recién introducidas.

### Escolta al avión presidencial ruso
El 20 de mayo de 2024, seis cazas Su-57 escoltaron el avión presidencial de Vladímir Putin en su aproximación al aeropuerto de Kazán. Este fue el primer evento público donde múltiples Su-57 volaron juntos en formación, mostrando la capacidad operativa del caza. El Ministerio de Defensa ruso publicó imágenes del evento, destacando la integración del Su-57 en misiones de protección de alto nivel.

## Despliegue en Siria(2018)
En febrero de 2018, Rusia desplegó dos prototipos del caza de quinta generación Su-57 en Siria. Estos aviones fueron enviados a la base aérea de Hmeymim, ubicada al sureste de Latakia, como parte de una misión de prueba en condiciones de combate reales. El despliegue tenía como objetivo evaluar el rendimiento del Su-57 en un entorno operativo y demostrar sus capacidades a potenciales compradores internacionales.
Durante su estancia en Siria, los Su-57 realizaron vuelos de prueba y, según informes no confirmados, participaron en operaciones contra posiciones rebeldes en Guta Oriental. Sin embargo, no se han proporcionado detalles oficiales sobre las misiones específicas llevadas a cabo por estos cazas durante su despliegue.
El Ministerio de Defensa ruso confirmó que los Su-57 estuvieron en Siria durante un breve período antes de regresar a Rusia. Este despliegue fue parte de los esfuerzos de Rusia por probar y promover sus nuevos sistemas de armas en escenarios de conflicto real.

## Incidentes notables

### Accidente de prototipo (Agosto 2011)
El 21 de agosto de 2011, en el AirShow MAKS-2011, durante el encendido de los motores del avión Su-57 (T-50-2), se hizo visible un destello en los motores, después se soltó el paracaídas de frenado y la aeronave se detuvo dentro de la pista. La causa del incidente fue un mal funcionamiento en la automatización de la planta motriz del motor. Según los expertos, solo se trataba del funcionamiento inestable del sensor, que monitorea algunos parámetros de la planta de energía.

### Accidente de prototipo (Junio 2014)
El 10 de junio de 2014, en el aeródromo del Instituto de Investigación de Vuelo Gromov en Zhukovsky, cerca de Moscú, después de realizar un vuelo de prueba regular durante el aterrizaje del avión Su-57 (T-50-5), se observó humo sobre la toma de aire derecha, luego se produjo un incendio local, que se extinguió rápidamente. La aeronave quedó sujeta a revisión, y regreso a servicio activo el 7 de diciembre de 2015 

### Accidente de modelo serial (Diciembre 2019)
El 24 de diciembre de 2019, un avión Su-57 se estrelló a 111 kilómetros del aeródromo de Dzyomgi, en el territorio de Jabárovsk. El piloto logró eyectarse y no resultó herido.
Según múltiples analistas, podría tratarse del primer Su-57 de producción [cita requerida]

### Ataque con drones (Junio 2024)
El 8 de junio de 2024, un Su-57 fue dañado mientras se encontraba en su base tras ser alcanzado por un ataque ucraniano.
Ucrania afirmó haber dañado un caza ruso Su-57 mediante un ataque con drones kamikaze en el aeródromo de Akhtubinsk, en la región de Astracán. Los drones lograron evadir las defensas aéreas rusas y alcanzaron su objetivo en dicha base.

### Derribo de dron aliado (Octubre 2024)
El 5 de octubre de 2024, informes indicaron que un avanzado dron ruso S-70 Ojotnik fue derribado sobre la ciudad ucraniana de Kostiantynivka, en la región de Donetsk. Se especula que el dron fue abatido por un caza Su-57 ruso después de que el S-70 perdiera el control, para evitar que la tecnología cayera en manos enemigas.
A pesar de estos incidentes, el Su-57 continúa siendo una pieza central en las operaciones aéreas rusas, demostrando capacidades avanzadas en combate y adaptándose a diversos roles en el campo de batalla moderno.

## Participación en exhibiciones aéreas y demostraciones internacionales
El Su-57 ha tenido una presencia notable en diversos eventos aéreos internacionales, mostrando su tecnología y capacidades avanzadas. A continuación,se detallan sus participaciones más destacadas:

### Zhuhai Air Show 2024
En noviembre de 2024, Rusia desplegó por primera vez su caza furtivo Su-57 en China durante el Zhuhai Air Show. Dos prototipos (T-50-4 / T-50-7) fueron exhibidos, marcando la primera aparición pública de este modelo en territorio chino. Sin embargo, la presentación generó críticas debido a la calidad de construcción observada en las aeronaves, con comentarios sobre tornillos visibles y acabados deficientes en el fuselaje. A pesar de estas críticas, Rusia firmó acuerdos para exportar el Su-57 a clientes extranjeros durante el evento.

### Aero India 2025
En febrero de 2025, el Su-57 participó en el Aero India, celebrado en Bengaluru. Este evento fue significativo, ya que el Su-57 compartió escenario con el estadounidense F-35, ofreciendo a los asistentes una comparación directa entre los cazas de quinta generación de Rusia y Estados Unidos. Durante el espectáculo, Rusia propuso la producción del Su-57 en India para la Fuerza Aérea India, incluyendo una transferencia completa de tecnología.

### Visita a Irán
Tras su participación en el Aero India 2025, un Su-57 realizó una escala en Irán, aterrizando en la base aérea de Bandar Abbas. Esta fue la primera vez que un Su-57 visitó territorio iraní, lo que subraya los esfuerzos de Rusia por exhibir y promover su caza de quinta generación en diferentes regiones.
Estas participaciones en exhibiciones y demostraciones internacionales reflejan la estrategia de Rusia para posicionar al Su-57 en el mercado global de defensa, destacando sus capacidades y buscando atraer a potenciales compradores.

### Futuro
El nuevo caza pesado de largo alcance de "quinta generación" y diseño furtivo Su-57 podrá volar como un caza escolta de largo alcance del nuevo bombardero estratégico "PAK-DA", que será fabricado por las empresas Tupolev y Sukhoi. 
Este nuevo proyecto de construcción de un bombardero estratégico de nueva generación y de diseño furtivo, está siendo desarrollado por la Asociación de Producción de Aviones Kazan de Rusia.  El acrónimo PAK-DA se traduce como Avión para el futuro Complejo de Aviación de Largo Alcance de Aire (en ruso: Перспективный авиационный комплекс дальней авиации, Perspektivnyi Aviatsionnyi Kompleks Dalney Aviatsyi). 
El PAK-DA es un proyecto en desarrollo, para la construcción de un nuevo bombardero furtivo y estratégico, de largo alcance con capacidad de transportar misiles tácticos, que será escoltado por el caza furtivo PAK-FA, en forma similar a las misiones del caza escolta táctico de largo alcance MiG-31 que será reemplazado en el futuro. El proyecto PAK-DA o Perspektivnyi Aviatsionnyi Kompleks Dalney Aviatsyi, tendrá un nuevo diseño aerodinámico, construido sobre la base del fuselaje central del bombardero supersónico Tupolev Tu-160, con 4 potentes motores de turbina instalados en el fuselaje central y alas de geometría variable, con una bahía interna de carga de armas, instalada detrás de la cabina de mando y entre los motores, en forma similar al bombardero invisible Northrop Grumman B-2 Spirit, que volará escoltado por el nuevo caza supersónico de diseño furtivo PAK-FA, para poder reemplazar definitivamente, al viejo bombardero pesado de turbohélice subsónico Tu-95 Bear, que tiene más de 40 años en servicio activo y al viejo bombardero supersónico bimotor Tu-22M, pero también podrá reemplazar en el futuro, al bombardero supersónico más grande y moderno Tu-160, que aunque es un avión relativamente nuevo en el inventario de la Fuerza Aérea Rusa y no se han construido muchos, ya se estudia su reemplazo programado para el año 2017. El nuevo bombardero furtivo PAK-DA está siendo desarrollado por la "Asociación de Producción de Aviones Kazan" de Rusia, con el respaldo total del gobierno y del primer ministro Vladímir Putin, que está presionando personalmente para que se cumplan los plazos establecidos para su fabricación. 
Se espera que tenga su primer vuelo de prueba en 2015 y es considerado, el nuevo surgimiento del proyecto experimental, del bombardero Sukhoi T-4 de un avión bombardero supersónico de largo alcance de ala en delta, la contrapartida soviética del bombardero supersónico de largo alcance XB-70 Valkyrie de Estados Unidos, que fueron desarrollados en forma paralela en el punto más caliente de la Guerra fría pero que nunca se fabricaron en serie y no pasaron de los primeros vuelos de prueba, y que ahora tendrá un nuevo diseño parecido al de ala volante del bombardero furtivo subsónico Northrop Grumman B-2 Spirit y al bombardero Avro 698 Vulcan de Inglaterra, y que además, tendrá nuevas alas de geometría variable, para poder alcanzar una mayor altitud y velocidad supersónica, al tener las alas retraídas en delta, parecido al diseño del afamado bombardero supersónico Convair B-58 Hustler de Estados Unidos y al bombardero supersónico Dassault Mirage IV de Francia, que le permiten disminuir la resistencia al aire a altas velocidades, pero que al extender las alas, podrá tener mejor performance de vuelo a media y baja altitud, para controlar la nave a una menor velocidad, en los vuelos de aproximación final a la pista de aterrizaje, para poder aterrizar en pistas cortas en aeropuertos comerciales y bases aéreas militares de países amigos, en forma similar al bombardero Rockwell B-1 Lancer de alas de geometría variable; el nuevo bombardero supersónico de Rusia, volará escoltado por el caza pesado de largo alcance de quinta generación Sukhoi Su-57, estos nuevos aviones supersónicos de diseño furtivo, formarán la espina dorsal de la aviación estratégica de Rusia en el nuevo siglo.
Según el comandante de la Fuerza Aérea de Rusia, el general Aleksandr Zelin, ya se ha comenzado con el trabajo en túneles de viento y diseños preliminares por computadora, del nuevo bombardero supersónico de largo alcance y diseño furtivo PAK-DA, proyecto de bombardero diseñado originalmente por la Oficina de diseño Miasíshchev en la guerra fría y que nunca se pudo construir en serie, diseñado especialmente para volar junto al caza furtivo Sukhoi Su-57. Los requisitos se formulan y muchas empresas de alta tecnología de Rusia, están implementando planes, soluciones técnicas y aplicaciones, de nuevas tecnologías y materiales para su construcción. 
El mayor general Anatoly Zhikharev, ha declarado, que el nuevo bombardero furtivo PAK-DA reemplazará al bombardero subsónico de turbohélice Tupolev Tu-95, al supersónico Tu-22M y en forma programada al moderno supersónico Tupolev Tu-160. El concepto PAK-DA, se basa en la capacidad de tener un avión bombardero estratégico de vuelo supersónico, que pueda volar a mayor altitud y velocidad, que el anterior diseño del bombardero Tu-160 y podría alcanzar altitudes de la estratósfera (50.000 metros), con funciones de ocultación a las señales de radar sobre territorio enemigo, para evitar que las defensas aéreas del enemigo lo puedan interceptar.

## Usuarios/Operadores
Rusia: La Fuerza Aérea de Rusia dispone de 32 aeronaves en servicio desde enero de 2025, con la intención de completar tres escuadrones con un total de 76 aviones para el año 2028 por un precio de hasta unos 170.000 millones de rublos (unos 2.351 millones de Euros).

## Países que han mostrado interés en la versión de Exportación Su-57E
India
La Fuerza Aérea India tenía previsto adquirir una versión modificada conocida como HAL FGFA, pero en 2019 el pedido se consideraba ya suspendido, aunque no cancelado. Inicialmente, participó en el proyecto conjunto para desarrollar una variante denominada HAL FGFA, pero en 2019 el acuerdo se suspendió. En febrero de 2025, Rusia ofreció a India la posibilidad de producir localmente el Su-57, incluyendo una transferencia completa de tecnología para garantizar la autonomía en producción y mantenimiento. Esta propuesta se presentó durante la exhibición Aero India 2025 y actualmente está siendo considerada por las autoridades indias.
 Turquía
En 2018, los medios de comunicación declararon que Turquía podría evaluar la compra del Su-57 si Estados Unidos insistía en cancelar la entrega del avión F-35 por la compra del sistema defensivo ruso S-400. El 30 de junio, recibió su primer F-35 en una ceremonia en las instalaciones de Lockheed Martin en Texas. En mayo de 2019, Sergey Chemezov dijo que Rusia estaba lista para cooperar con Turquía en la exportación y producción local del Su-57.
Tras las tensiones con Estados Unidos por la adquisición del sistema de defensa ruso S-400, Turquía ha evaluado la compra del Su-57 como alternativa al F-35.
 Vietnam 
Ha expresado interés en modernizar su fuerza aérea y podría considerar el Su-57 como una opción viable.
Es importante destacar que, aunque estos países han mostrado interés en el Su-57, las negociaciones y acuerdos de defensa suelen ser complejos y prolongados. La confirmación de ventas adicionales dependerá de múltiples factores, incluyendo consideraciones políticas, económicas y estratégicas.

## Primer comprador del Su-57
En febrero de 2025, Argelia confirmó la adquisición de cazas rusos Su-57 Felon, convirtiéndose en el primer cliente extranjero de este avión de combate de quinta generación. El anuncio se realizó a través de la televisión estatal argelina, que informó que pilotos argelinos están siendo entrenados en Rusia, con las primeras entregas programadas para finales de este año.
Aunque las autoridades rusas no revelaron oficialmente la identidad del comprador, diversos informes señalan a Argelia como el primer cliente extranjero del Su-57E, la versión de exportación del caza. Este movimiento refuerza la cooperación militar entre Argelia y Rusia, ya que el país norteafricano ha sido un tradicional operador de equipamiento militar ruso.
La adquisición de los Su-57 por parte de Argelia se enmarca en un contexto de fortalecimiento de sus capacidades defensivas y modernización de su fuerza aérea. Además, esta compra podría influir en el equilibrio militar regional, especialmente en relación con sus vecinos y potenciales adversarios.
No obstante, hasta la fecha no se han divulgado detalles oficiales sobre el número exacto de unidades adquiridas ni el costo total de la operación. La entrega de los primeros Su-57 a Argelia está prevista para finales de 2025, marcando un hito significativo en la exportación de tecnología militar rusa de última generación.
Esta transacción también refleja la creciente demanda internacional por aeronaves de combate avanzadas y la posición de Rusia como proveedor clave en el mercado global de defensa. Se espera que la incorporación del Su-57 fortalezca significativamente las capacidades operativas de la fuerza aérea argelina en los próximos años.

## Especificaciones
La fase de diseño y los vuelos de prueba inicial ya han finalizado, a falta de determinadas características que irán añadiéndose posteriormente. La serie inicial utiliza el motor modernizado TurboFan Saturn AL-41F2.
Referencia datos: Sukhoi Su-57 (PAK FA)

### Características generales
- Tripulación: 1 (2 para la versión de India)
- Longitud: 22 m
- Envergadura: 14,2 m
- Altura: 6,05 m
- Superficie alar: 78,8 m²
- Peso vacío: 18.000 kg [65]
- Peso cargado: 40.500 kg
- Peso útil: 10.000 kg
- Peso máximo al despegue: 45.480 kg
- Planta motriz: 2×  Saturn-Lyulka AL-41F2.

### Rendimiento
- Velocidad máxima operativa (Vno):  2300 km/h (Mach 2)[66]
- Velocidad crucero (Vc):  1850 km/h
- Alcance:  3500 km
- Alcance en ferry:  5.500 km
- Techo de vuelo: 18.000 m
- Régimen de ascenso: 361 m/s
- Carga alar: 330kg/m² 470kg/m²
- Límites de fuerzas soportadas: +9 G

### Armamento
- Cañones:  un 1 cañón de 30 mm GSh-301 con 250 proyectiles
- Puntos de anclaje: 12[64] para cargar una combinación de:    
  - Misiles: 6 x R-33 (configuración básica)[67] o 8 x R-77 y 2 x R-73

### Aviónica
- Radar BRLS AFAR/AESA construido por Tikhomirov NIIP[68]

- Sistema radio electrónico integrado multifuncional SH121 (MIRES)
- Sistema de radar N036 Byelka
- N036-1-01: Radar AESA frontal banda X
- N036B-1-01: Dos radares auxiliares AESA de banda X laterales, para una mayor cobertura angular
- N036L-1-01: Matrices de borde de ataque en banda L para el FIB
- Suite de contramedidas electrónicas L402 Himalayas
- Sistema electro-óptico 101KS Atoll
- 101KS-O: Medidas contra infrarrojos y láser direccional
- 101KS-V: Búsqueda de infrarrojos y pista
- 101KS-T: Sistema de aviso contra misiles de enfoque ultravioleta
- 101KS-N: Pod de orientación

### Desarrollos relacionados
- Sukhoi/HAL FGFA
- Mikoyan LMFS
- Mikoyan MiG-35
- Mikoyan Project 1.44
- Sukhoi Su-30MKI
- Sukhoi Su-33
- Sukhoi Su-34
- Sukhoi Su-35
- Sukhoi Su-35BM
- Sukhoi Su-37
- Sukhoi Su-47

### Aeronaves similares
- Lockheed Martin F-22 Raptor
- Northrop YF-23 Black Widow II
- Lockheed Martin F-35 Lightning II
- Mitsubishi ATD-X Shinshin
- Chengdu J-20
- Shenyang J-31
- Sukhoi/HAL FGFA
- Sukhoi Su-47
- Mikoyan Proyecto 1.44
- Qaher-313

### Listas relacionadas
- Anexo:Cazas de reacción de quinta generación